# Mount Bowers
Mount Bowers är ett berg i Antarktis. Det ligger i Östantarktis. Nya Zeeland gör anspråk på området. Toppen på Mount Bowers är 2 430 meter över havet, eller 229 meter över den omgivande terrängen. Bredden vid basen är 4,8 km.
Terrängen runt Mount Bowers är platt åt sydost, men åt nordväst är den kuperad. Trakten är obefolkad. Det finns inga samhällen i närheten.